# متحف آثار الوادي الجديد
متحف الوادى الجديد يقع في مدينة الخارجة عاصمة محافظة الوادى الجديد في مصر، ويضم  مجموعات متنوعة من الآثار التي عثر عليها في المناطق الأثرية بالوادي الجديد، والتي تحكي تاريخ الحضارة المصرية بداية من عصور ما قبل التاريخ حتى العصر الحديث.

## محتويات المتحف
ومن المقتنيات القيمة بالمتحف مجموعة من القطع الأثرية التي ترجع إلى عصور ما قبل التاريخ، وتشمل عدداً من الأواني الحجرية، والسكاكين، والمكاشط الظرانية. كما يشمل العرض المتحفي مجموعة نادرة من التماثيل واللوحات الجنائزية التي تخص حكام الواحات، ومجموعة أخرى من تماثيل الآلهة .
في يوم 19 مايو 2019 احتفل متحف الوادي الجديد العام باليوم العالمي للمتاحف، من خلال معرض أثري يضم القطع الأثرية التي تعبر عن التراث الواحاتي.